# 兵役法 (大韓民国)
兵役法（へいえきほう）とは、大韓民国国民の男子に兵役の義務を課す大韓民国の法律。

## 内容
- 第1章（総則）
- 第2章（第1国民役編入）
- 第3章（徴兵検査）
- 第4章（現役兵などの服務）
- 第5章（補充役の服務）
- 第6章（兵力動員召集など義務賦課）
- 第7章（学生軍事教育および義務将校などの兵籍編入）
- 第8章（兵役義務の延期および減免）
- 第9章（兵役義務者の居住地移動および国外旅行）
- 第10章（兵役義務の終了）
- 第11章（兵役義務履行者などに対する権益保障）
- 第12章（兵務行政）
- 第13章（戦時特例）
- 第14章（罰則）